# Chiesa dei Santi Maria Immacolata e Vigilio
La chiesa dei Santi Maria Immacolata e Vigilio è la parrocchiale di Zelarino, frazione di Venezia, in città metropolitana e patriarcato di Venezia; fa parte del vicariato di Mestre. 

## Storia
La prima menzione di una chiesa a Zelarino risale al 1297 e sembra che questo edificio fosse in stile gotico.
La chiesa fu restaurata nei secoli XVI e XVIII venendo elevata a parrocchia nel 1725. Tra il 1851 e il 1865 la parrocchiale fu quasi completamente ricostruita e venne consacrata il 22 ottobre 1865.
Nel 1926 la chiesa e la parrocchia di Zelarino passarono dalla diocesi di Treviso al patriarcato di Venezia.
Tra il 1989 e il 1991 la chiesa fu completamente restaurata in seguito ai danni riportati durante il terremoto del Friuli del 1976.

## Interno e campanile
All'interno della chiesa è conservato un pregevole organo Nachini, costruito nell'anno 1780 e restaurato due volte: da Bazzani nel XIX secolo e nel 2000. 

Il campanile, rialzato nel 1851, negli anni 2008-2009 è stato ristrutturato internamente ed esternamente.